# Seal-Gletscher
Der Seal-Gletscher ist ein kurzer Gletscher im Ellsworthgebirge des westantarktischen Ellsworthlands. Im Südosten der Enterprise Hills fließt er unmittelbar nördlich des Parrish Peak in östlicher Richtung.
Der United States Geological Survey kartierte ihn anhand eigener Vermessungen und Luftaufnahmen der United States Navy aus den Jahren von 1961 bis 1966. Das Advisory Committee on Antarctic Names benannte ihn im Jahr 1966 nach G. L. Seal, einem Funker der United States Navy. Dieser hatte bis zur Operation Deep Freeze 1966 während vier antarktischer Sommer zur Verbesserung der Funk-Kommunikation in der Antarktis beigetragen.